# Wilhelm Mueller

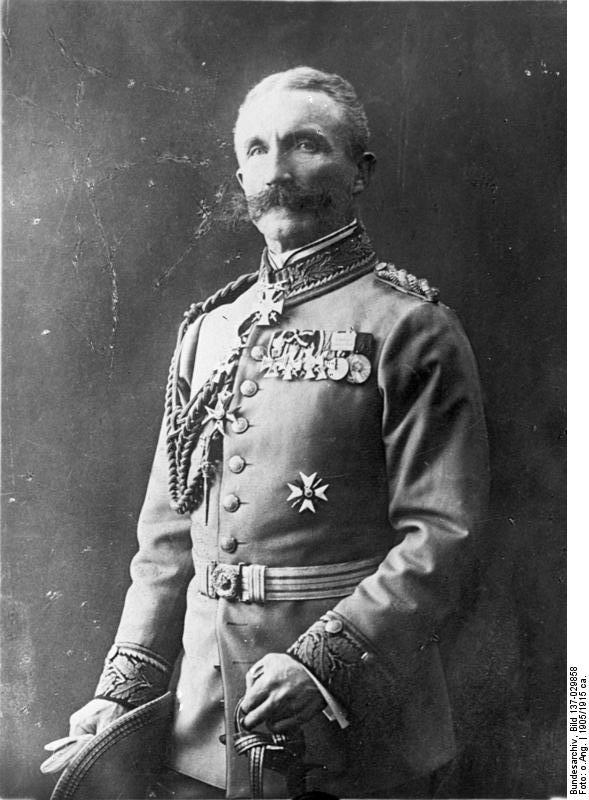
Wilhelm Mueller als Generalmajor der Schutztruppe

Franz Ludwig Wilhelm Mueller (* 7. September 1850 in Friedrichsthal; † 12. Februar 1921 in Paderborn) war ein preußischer Generalmajor sowie Kommandeur der Kaiserlichen Schutztruppe für Kamerun.

## Leben

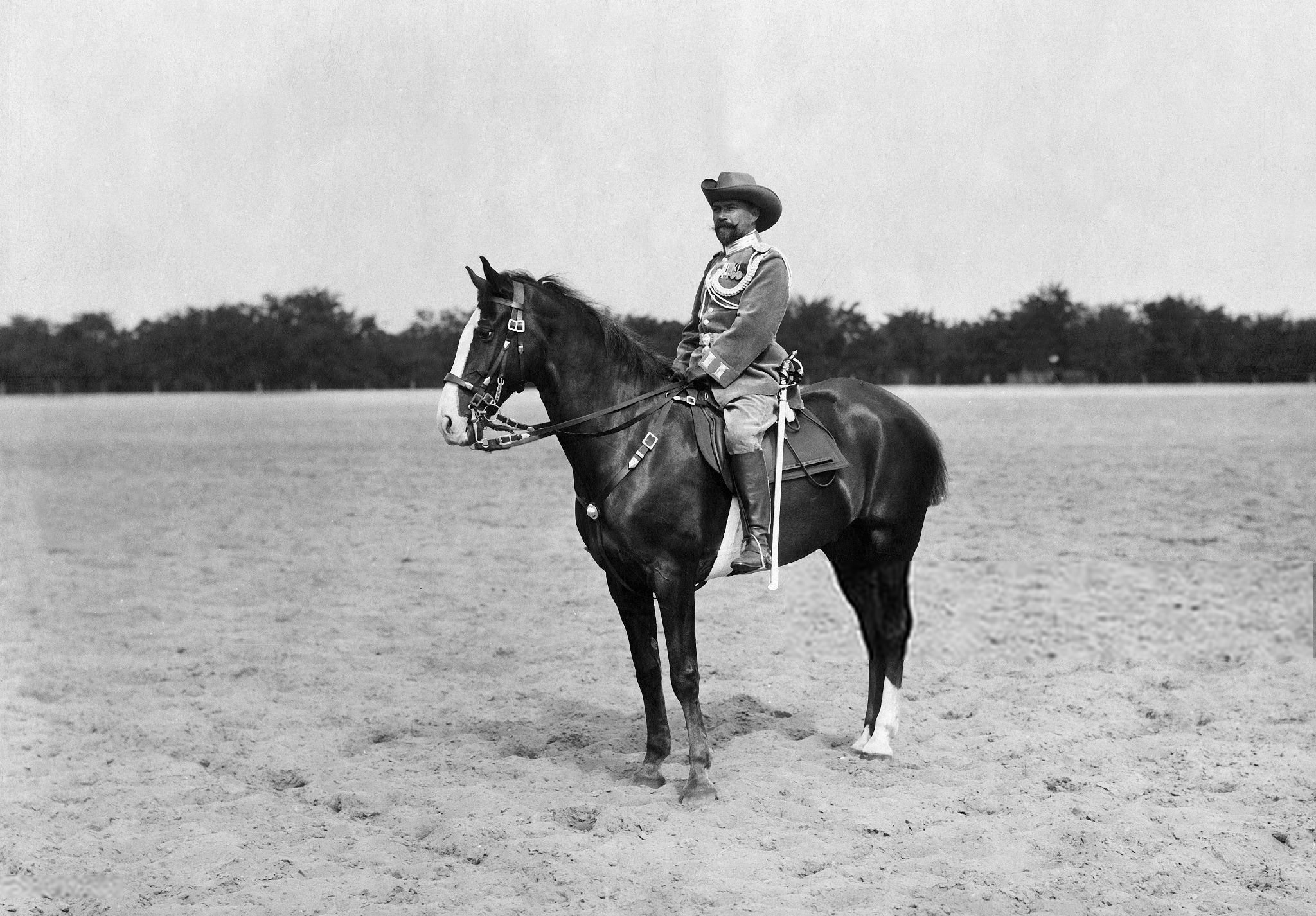
Wilhelm Mueller als Regimentskommandeur der Schutztruppe für Deutsch-Südwestafrika

Wilhelm Mueller trat nach dem Besuch des Gymnasiums in die Preußische Armee ein, wurde 1868 Fahnenjunker im Ostpreußischen Jäger-Bataillon Nr. 1 in Braunsberg und avancierte bis 1870 zum Sekondeleutnant. Als solcher nahm er 1870/71 am Krieg gegen Frankreich teil und erhielt das Eiserne Kreuz II. Klasse. Von 1872 bis 1878 fungierte er als Bataillonsadjutant. 1878 wurde er als Premierleutnant ins Pommersche Jäger-Bataillon Nr. 2 nach Greifswald versetzt und von dort im September 1881 auf ein Jahr zur Dienstleistung beim Hannoverschen Füsilier-Regiment Nr. 73 kommandiert. 1884 trat er wieder in das Jäger-Bataillon Nr. 1 zurück und avancierte am 11. Februar 1886 zum Hauptmann und Kompaniechef. Ende 1892 wurde Mueller in das Infanterie-Regiment „Graf Kirchbach“ (1. Niederschlesisches) Nr. 46 nach Posen versetzt und am 27. Januar 1893 als Kompaniechef einrangiert.
Im Juli 1894 als Major aggregiert, schied Mueller mit dem 19. April 1895 aus dem Heer aus, wurde in der kaiserlichen Schutztruppe für Deutsch-Südwestafrika angestellt und dort mit der Übernahme der Funktion des Kommandeurs beauftragt. In Abwesenheit des Landeshauptmanns und Kommandeurs Theodor Leutwein führte er 1897/98 den Feldzug gegen die Zwartbooi und Topnaar-Nama. Am 20. November 1900 wurde er zum Oberstleutnant befördert. Im Februar 1902 schied er aus der Schutztruppe aus und wurde beim Infanterie-Regiment „von Stülpnagel“ (5. Brandenburgisches) Nr. 48 in Küstrin angestellt. Er wurde am 22. März 1903 zum Oberst befördert und schied kurz darauf erneut aus dem Heer aus, um mit dem 6. April 1903 als Kommandeur an die Spitze der Schutztruppe für Kamerun zu treten.
Als Nachfolger von Curt von Pavel übernahm Mueller ein schwieriges Erbe. Die Situation der Schutztruppe war durch die personalintensive Okkupation des islamischen Nordens der Kolonie und durch den Konflikt zwischen der Spitze der Militärverwaltung und Gouverneur Jesko von Puttkamer gekennzeichnet. Mueller gelang es, die Beziehungen zur Zivilverwaltung zu verbessern. Auch unter seiner Leitung kam es zu mehreren gewaltsamen Auseinandersetzungen mit der indigenen Bevölkerung. Er selbst führte 1904 den Feldzug gegen die Anyang und 1905 die Manenguba-Expedition in das Grasland Westkameruns. Nach der Abberufung Puttkamers 1906 versah er vorübergehend die Geschäfte des Gouverneurs und unternahm mehrere Expeditionen gegen die Gesellschaften des Südbezirks. Mueller trat für die Schaffung eines freien indigenen Bauernstandes ein und unterstützte dabei die Bestrebungen des Basler Mission. Zugleich wurde aber seine Förderung der umstrittenen Gesellschaft Süd-Kamerun kritisiert. Am 14. April 1907 erhielt er den Charakter als Generalmajor. und wurde im November 1907 mit den Schwertern zum Kronen-Orden II. Klasse mit Schwertern am Ringe ausgezeichnet. In Genehmigung seines Abschiedsgesuches wurde Mueller am 18. Februar 1908 mit der gesetzlichen Pension und der Erlaubnis zum Tragen der bisherigen Uniform zur Disposition gestellt. Anlässlich seiner Verabschiedung erhielt er den Roten Adlerorden II. Klasse mit Eichenlaub und Schwertern am Ringe.
Im Ersten Weltkrieg wurde Mueller als z.D.-Offizier wiederverwendet und war als Inspekteur der Munition- und Geräte-Verwaltung der Etappen-Inspektion bei der 4. Armee tätig. 1919 zog er sich nach Paderborn zurück. Er übernahm den Vorsitz des Aufsichtsrats des Kolonialkriegerdanks, starb aber bereits im Februar 1921.

## Veröffentlichungen
- Bericht des Oberst Mueller über die Bakoko-Expedition. In: Deutsches Kolonialblatt. 15 (1904), S. 286–288.
- Der Anjang-Feldzug. In: Deutsches Kolonialblatt. 15 (1904), S. 698–701.
- Die Manenguba-Expedition. In: Deutsches Kolonialblatt. 16 (1905), S. 498–503.
- Land und Volk der Bafia. In: Amtsblatt für das Schutzgebiet Kamerun. 1 (1908), S. 30.